# Kup Hrvatske u vaterpolu za žene 2016.
Hrvatski kup u vaterpolu za žene za sezonu 2016./17. je drugi put zaredom osvojila Bura Suzuki iz Splita. 

Natjecanje je održano u studenom i prosincu 2016.

## Sustav natjecanja
U natjecanju je sudjelovalo pet klubova, a natjecanje se igralo u dva dijela - kvalifikacijskom turniru i završnici. Na kvalifikacijskom turniru su ekipe igrale jednokružnu ligu te su se četiri najuspješnije ekipe plasirale u završnicu koja je igrana kup-sustavom.

## Sudionici
- Bura Suzuki, Split
- Jug, Dubrovnik
- Mladost, Zagreb
- Primorje EB, Rijeka
- Viktoria, Šibenik

## Rezultati

### Kvalifikacijski turnir
Igrno u Zagrebu od 25. do 26. studenog 2016.
| mj | klub        | ut | pob | ner | por | gol+ | gol- | bod |           |
| -- | ----------- | -- | --- | --- | --- | ---- | ---- | --- | --------- |
| 1. | Mladost     | 4  | 4   | 0   | 0   | 62   | 18   | 12  | završnica |
| 2. | Bura Suzuki | 4  | 3   | 0   | 1   | 59   | 23   | 9   | završnica |
| 3. | Primorje EB | 4  | 2   | 0   | 2   | 28   | 30   | 6   | završnica |
| 4. | Viktoria    | 4  | 1   | 0   | 3   | 18   | 47   | 3   | završnica |
| 5. | Jug         | 4  | 0   | 0   | 4   | 10   | 59   | 0   |           |

| 25. studenog 2016. | 25. studenog 2016.     | 25. studenog 2016. |
| ------------------ | ---------------------- | ------------------ |
| 1. kolo            | Primorje EB - Mladost  | 5:12               |
| 1. kolo            | Viktoria - Bura Suzuki | 7:18               |
| 2. kolo            | Mladost - Viktoria     | 17:2               |
| 2. kolo            | Bura Suzuki - Jug      | 21:3               |

| 26. studenog 2016. | 26. studenog 2016.        | 26. studenog 2016. |
| ------------------ | ------------------------- | ------------------ |
| 3. kolo            | Jug - Viktoria            | 2:5                |
| 3. kolo            | Bura Suzuki - Primorje EB | 12:2               |
| 4. kolo            | Mladost - Bura Suzuki     | 11:8               |
| 4. kolo            | Primorje EB - Jug         | 11:2               |

| 27. studenog 2016. | 27. studenog 2016.     | 27. studenog 2016. |
| ------------------ | ---------------------- | ------------------ |
| 5. kolo            | Jug - Mladost          | 3:22               |
| 5. kolo            | Viktoria - Primorje EB | 4:10               |

### Završnica
Igrano 16. i 17. prosinca 2016. u Slavonskom Brodu.
| klub1         | rez.          | klub2         |
| poluzavršnica | poluzavršnica | poluzavršnica |
| ------------- | ------------- | ------------- |
| Mladost       | 23:4          | Viktoria      |
| Bura Suzuki   | 10:7          | Primorje EB   |
|               |               |               |
| za pobjednika |               |               |
| Mladost       | 7:9           | Bura Suzuki   |

## Najbolji strijelci
- 18 golova 
  - Leonarda Pavić (Bura Suzuki)
- 16 golova
  - Domina Butić (Bura Suzuki)
- 15 golova
  - Emmi Miljković (Primorje EB)
  - Dina Lordan (Mladost)
  - Matea Skelin (Mladost)

## Poveznice
- hvs.hr
- Prvenstvo Hrvatske 2017.